# Tang Cheng
Tang Cheng (xinès simplificat: 唐澄, pinyin: Táng Chéng, Huangshan, Anhui, 1919 - 18 de febrer de 1986) fou una animadora i directora de cinema xinesa. Se la considera la primera dona de la història de l'animació xinesa, encara que hi ha el precedent de Chen Bo'er. Parcialment anònima, en tant que les pel·lícules eren obres col·lectives, en línia amb la filosofia maoista, ella estigué darrere d'algunes de les més destacades produccions de l'edat daurada de l'animació xinesa.
Interromp els estudis per causa d'una malaltia, aprenent art de manera autodidacta. Comença a treballar al Shanghai Animation Film Studio al costat de Wan Laiming. Participa en la creació de pel·lícules importants com Wuya Wei Shenme Shi Heide o Jiao'ao de Jiangjun, i quan el 1957 s'estableix oficialment l'estudi d'animació com a tal, es posa al capdavant de la direcció artística. El 1960 dirigeix la guardonada Xiao Kedou zhao Mama, amb Te Wei de director artístic, i Qian Jiajun de director tècnic. Juntament amb els Germans Wan, codirigeix les dos parts de Rebombori al Cel. Un documental de la CCTV del 2012 la considera la principal directora de Xiao Kedou zhao Mama, i destacà la seua importància en Rebombori al Cel, sobretot perquè Wan Laiming caigué malalt en un moment donat i ella assumí tota la càrrega de treball.
Amb la Revolució Cultural, codirigeix amb Qian Yunda una de les poques cintes d'animació de l'època, Caoyuan yingxiong xiao jiemei. Amb la tornada a la normalitat, dibuixà una adaptació en llibre de Rebombori al Cel, i dirigeix Lu Ling, però cau malalta abans de la finalització i és substituïda.